# Dendrocyathophorum decolyi
Dendrocyathophorum decolyi är en bladmossart som beskrevs av Kruijer 1995--96 [1996. Dendrocyathophorum decolyi ingår i släktet Dendrocyathophorum och familjen Hookeriaceae. Inga underarter finns listade i Catalogue of Life.